# Hosahalli (Jodi), Chintamani
Hosahalli (Jodi) là một làng thuộc tehsil Chintamani, huyện Chikkaballapur, bang Karnataka, Ấn Độ.